# Rhodometra intervenata
Rhodometra intervenata là một loài bướm đêm trong họ Geometridae.